# Жермен, Юбер
Юбер Жермен (фр. Hubert Germain; 6 августа 1920, Париж — 12 октября 2021) — французский военный и государственный деятель, министр, депутат Национального собрания, кавалер Большого креста ордена Почётного легиона. 

## Биография
Юбер Жермен родился 6 августа 1920 года в Париже в семье офицера французских колониальных войск Максима Жермена (1881—1953), в дальнейшем — генерала армии.
Обучался во Франко-арабской светской школе в Дамаске (1930—1932), в лицее Альбера Сарро в Ханое, в лицее Святого Людовика (Сен-Луи) в Париже и в приготовительном классе лицея Мишеля Монтеня в Бордо (где познакомился с Пьером Симоне).

### Вторая мировая война
В июне 1940 года Жермен сдал вступительные экзамены в Военно-морское училище. После вступления немецких войск в Париж и капитуляции Франции смог 24 июня 1940 года переправиться в Великобританию, где вступил в ряды вооружённых сил Свободной Франции, был назначен на линкор «Курбе» (фр. Courbet) и зачислен на военно-морские офицерские курсы.
Весной 1941 года переведён в Палестину в штаб 1-й сводной дивизии Свободной Франции под начальством генерал-майора Поля Лежантийома. Участвовал в Сирийско-Ливанской операции летом 1941 года. В сентябре 1941 года зачислен в офицерское училище в Дамаске, и вскоре произведён в аспиранты и назначен во 2-е бюро штаба 1-й бригады Свободной Франции под командованием бригадного генерала Пьера Кёнига.
В феврале 1942 года зачислен во 2-й батальон 13-й полубригады Иностранного легиона (13e DBLE). Назначенный командовать противотанковым отделением, участвовал в Ливийской кампании и отличился в боях при Бир-Хакейме в мае — июне 1942 года, за что был отмечен упоминанием в приказе по армии как «проявивший очень хорошие лидерские качества», а «его люди — неизменный пример спокойствия и отваги».
В сентябре 1942 года произведён в су-лейтенанты. В октябре — ноябре 1942 года участвовал в боях при Эль-Аламейне, после чего до мая 1943 года — в боях Тунисской кампании. Произведённый в лейтенанты, с весны 1944 года участвовал в Итальянской кампании и 24 мая 1944 года в бою под Понтекорво получил ранение.
В августе 1944 года участвовал в высадке в Провансе, освобождении Тулона, Лиона и долины Роны. В начале 1945 года принял участие в боях Эльзасско-Лотарингской операции.
20 ноября 1944 года награждён орденом Освобождения.
После окончания войны назначен адъютантом командующего французскими оккупационными войсками в Германии генерала Кёнига. Демобилизован в 1946 году.

### На гражданской службе
Вернувшись во Францию, Жермен работал в химической компании. В 1953 году был избран мэром Сен-Шерона, проработав на этом посту до 1965 года.
С 1960 по 1962 год являлся руководителем проектов военного министерства, с 1967 по 1968 год состоял техническим советником при военном министре Пьере Мессмере.
В 1962 году был избран в Национальное собрание депутатом от 14-го округа Парижа, переизбирался в 1968 и 1973 годах. С 1969 по 1972 год руководил парламентской ассоциацией «Présence et Action du Gaullisme», в 1971—1972 годах состоял вице-президентом партии «Союз демократов в поддержку республики».
6 июля 1972 года назначен министром почт и телекоммуникаций в первом правительстве Пьера Мессмера (до 28 марта 1973 года). При формировании второго правительства Мессмера 5 апреля 1973 года вновь занял пост министра почт и телекоммуникаций. 2 марта 1974 года в третьем правительстве Мессмера назначен министром по связям с парламентом, одновременно с 13 апреля являясь исполняющим обязанности министра почт и телекоммуникаций; оставался на этих постах до 27 мая 1974 года.
После окончания политической карьеры состоял с 1975 по 1982 год президентом Французского телераспределительного общества (компании), отвечавшего за создание и распространение кабельного телевидения в стране.
В декабре 2010 года избран членом Совета ордена Освобождения, с 2012 года — член Административного совета Национального совета коммун «Соратник Освобождения».
После смерти осенью 2020 года сразу троих кавалеров ордена Освобождения: Эдгара Томе (ум. 9.09.2020), Пьера Симоне (ум. 5.11.2020) и Даниэля Кордье (ум. 20.11.2020), Юбер Жермен остался последним живым кавалером ордена Освобождения и 25 ноября 2020 года президентским декретом был назначен почётным канцлером ордена Освобождения.
Скончался 12 октября 2021 года. Национальная церемония прощания состоялась 11 ноября 2021 года у Триумфальной арки в Париже и в форте Мон-Валерьен. Похоронен в специальном склепе Мемориала Сражающейся Франции в форте Мон-Валерьен.

## Награды
- Большой крест ордена Почётного легиона (11 июня 2018; декрет от 30 декабря 2017)[8][9]
  - Великий офицер ордена Почётного легиона (17 ноября 2014; декрет от 11 июля 2014)[10][9][11]
  - Командор ордена Почётного легиона (15 сентября 1962)[11]
- Орден Освобождения (20 ноября 1944)[12]
- Военный крест 1939—1945 с пальмовыми ветвями[12]
- Медаль Сопротивления с розеткой[12]
- Почётный член ордена Британской империи (Великобритания, 2020)[12][13]
- Большой крест ордена Заслуг pro Merito Melitensi (Мальтийский орден)[12]
- другие иностранные награды[12]